# 10120 Ypres
10120 Ypres è un asteroide della fascia principale esterna. Scoperto nel 1992, presenta un'orbita caratterizzata da un semiasse maggiore pari a 3,174801 UA e da un'eccentricità di 0,070006, inclinata di 10,533890° rispetto all'eclittica. Ha un diametro di 13,145 km e un'albedo di 0,078.
Fa parte della famiglia di asteroidi Veritas.
L'asteroide è dedicato all'omonima località del Belgio.